# Pařížské bulváry
Pařížské bulváry jsou široké a významné ulice, které tvoří důležitou součást v urbanismu města. Byly postaveny z podnětu ústřední vlády zpočátku na místě bývalých městských hradeb poté, co bylo opevnění zrušeno jako zastaralé. Proto bulváry vytvářejí obloukové trasy. Některé ovšem byly proraženy středem města bez ohledu na polohu bývalých hradeb (např. Boulevard Richard-Lenoir, Boulevard Raspail, Boulevard de Sébastopol, Boulevard de Magenta aj.) Na pravém břehu se v Paříži nacházejí tři řady bulvárů. Velké bulváry (Grands Boulevards) v prostoru středověkých hradeb, dále bulváry postavené na místě hradeb z 18. století (bez konkrétního pojmenování) a nakonec tzv. Maršálské bulváry (boulevards des Maréchaux) postavené po zničení Thiersových hradeb z 19. století. Boulevard périphérique, který rovněž vznikl na místě bývalých hradeb, je klasický městský okruh a nemá tedy charakter obvyklých pařížských bulvárů.

## Velké bulváry
Velké bulváry představují nejstarší ukázku pařížských bulvárů. Nacházejí se na pravém břehu na místě bývalého opevnění Karla V. a Ludvíka XIII. Jedná se o bulváry vedoucí od Place de la Bastille přes Place de la République až k Place de la Concorde: Boulevard Beaumarchais, Boulevard des Filles-du-Calvaire, Boulevard du Temple, Boulevard Saint-Martin, Boulevard Saint-Denis, Boulevard de Bonne-Nouvelle, Boulevard Poissonnière, Boulevard Montmartre, Boulevard des Italiens, Boulevard des Capucines a Boulevard de la Madeleine.
Hradby vznikly v letech 1370-1382 z podnětu Karla V. Vedly od dnešního náměstí Bastilly až k Louvru. Jejich severozápadní část byla za vlády Ludvíka XIII. nahrazena v letech 1633-1636 novým opevněním (oblast dnešního Place de la Madeleine).
Kolem roku 1660 bylo opevnění ve špatném stavu a po vítězství Ludvíka XIV. již nebylo potřebné. Zdi byly strženy a příkopy zasypány. Zůstala pouze pevnost Bastilla. Na vytvořených ulicích byly vysázeny dvě řady stromů. Některé opevněné brány byly nahrazeny triumfálními oblouky (Porte Saint-Denis, Porte Saint-Martin).
Tyto práce probíhaly v letech 1668-1705 za Ludvíka XIV., který jimi pověřil architekta Pierra Bulleta (1639-1716). V západní části bulvárů si v přilehlých čtvrtích šlechta a finančníci postavili velkolepé paláce. Naopak ve východní části se objevily lidové atrakce jako divadla, taneční sály, restaurace apod.

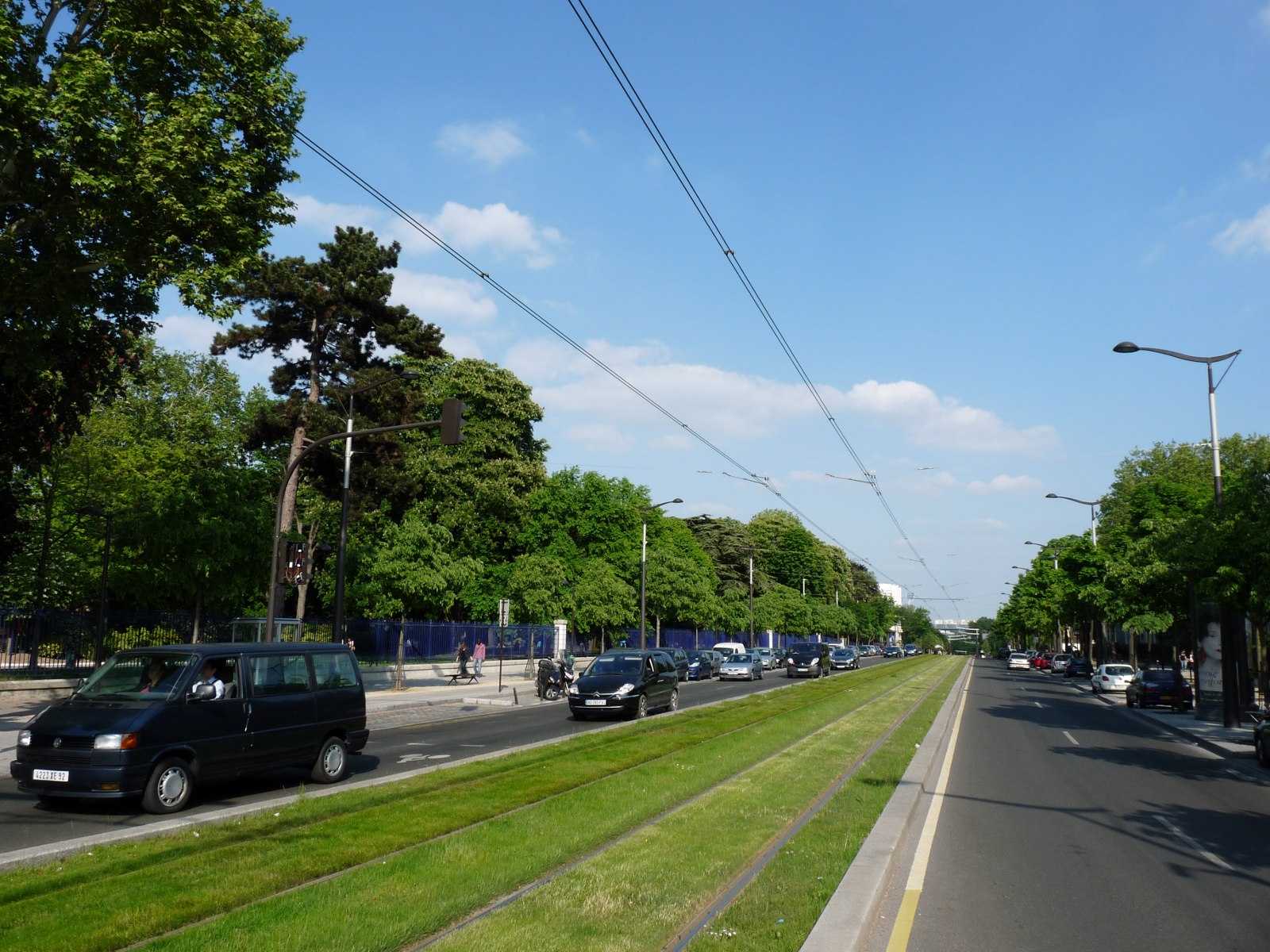
Boulevard Jourdan

V roce 1778 byly bulváry vydlážděny, plynové osvětlení se poprvé objevilo v roce 1817 v pasáži Panoramas a v roce 1826 se rozšířilo na bulváry. První koňský omnibus "Madeleine-Bastille" byl zaveden 30. ledna 1828.
Ve 20. století bylo zejména v západní části mnoho kaváren a restaurací nahrazeno kancelářemi a firemními sídly.

## Druhá řada bulvárů
V letech 1785-1788 bylo postaveno kolem Paříže nové opevnění. Po jeho zboření v 19. století vznikl nový pás bulvárů. Urbanistické plány z 50. let 20. století počítaly s jejich proměnou na městskou dálnici, k čemuž nakonec nedošlo. Jedná se o bulváry od náměstí Place de la Nation po Place des Ternes: Boulevard de Charonne, Boulevard de Ménilmontant, Boulevard de Belleville, Boulevard de la Villette, Boulevard de la Chapelle, Boulevard de Rochechouart, Boulevard de Clichy, Boulevard des Batignolles a Boulevard de Courcelles. Tyto ulice nesou většinou jména bývalých obcí připojených k Paříži a nemají žádné souhrnné označení.

## Maršálské bulváry
Ve 20. letech 20. století proběhla demolice posledních hradeb, což umožnilo vytvořit pás bulvárů kolem celé Paříže. Tyto bulváry nesou jména maršálů Francie, proto se nazývají souhrnně Maršálské bulváry. Jedná se o 22 bulvárů: Boulevard Soult, Boulevard Poniatowski, Boulevard du Général-Jean-Simon, Boulevard Masséna, Boulevard Kellermann, Boulevard Jourdan, Boulevard Brune, Boulevard Lefebvre, Boulevard Victor, Boulevard du Général-Martial-Valin, Boulevard Murat, Boulevard Suchet, Boulevard Lannes, Boulevard de l'Amiral-Bruix, Boulevard Gouvion-Saint-Cyr, Boulevard Berthier, Boulevard Bessières, Boulevard Ney, Boulevard Macdonald, Boulevard Sérurier, Boulevard Mortier a Boulevard Davout. Za nimi vede ještě městský okruh postavený na předpolí hradeb - Boulevard périphérique.

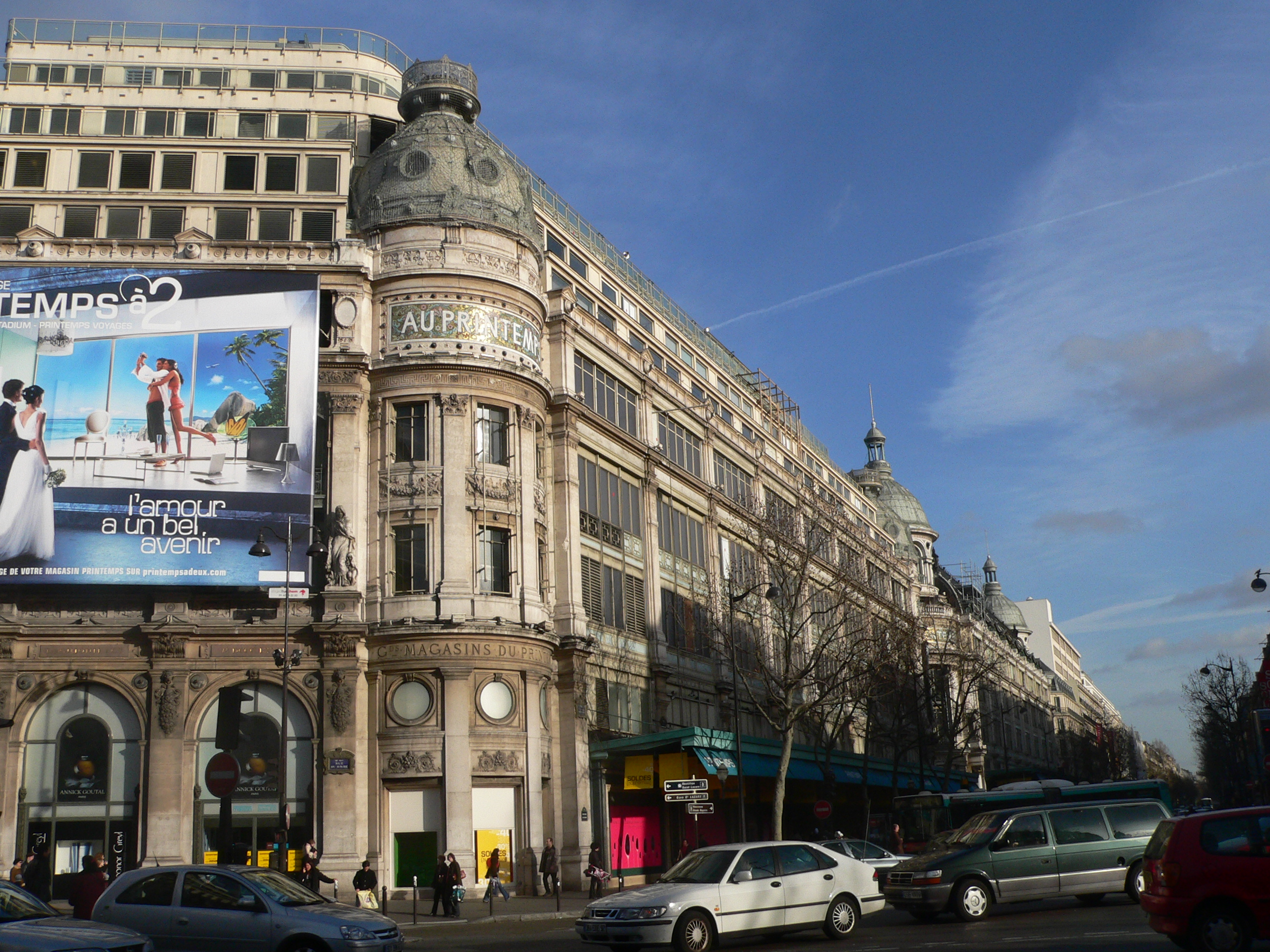
Obchodní dům Printemps na Boulevardu Haussmann

## Haussmannovy bulváry
Jako Haussmannovy bulváry se nazývají ulice, které vznikly při rozsáhlé přestavbě Paříže během Druhého císařství za prefekta Haussmanna. Jsou výsledkem změn v urbanismu města, takže se nenacházejí na místě bývalých hradeb. Mají ovšem podobnou charakteristiku, tj. široké ulice osázené stromy s vybudovanými městskými paláci. Klasickými příklady jsou Boulevard Saint-Germain nebo Boulevard Haussmann. Tyto ulice měly nahradit nevyhovující středověké uličky a byly proto proraženy v hustě obydlených čtvrtích, zatímco dosavadní bulváry vznikaly převážně na méně osídlených okrajích tehdejšího města.
Bez ohledu na dobu svého vzniku mají pařížské bulváry obdobnou koncepci a tvoří snadno rozpoznatelnou část zdejší městské architektury.